# Josep Lluscà Martínez
Josep Lluscà Martínez (Barcelona, 1948) és un dissenyador industrial. Estudia disseny industrial a l'Escola Eina de Barcelona i amplia estudis al Canadà i França.

## Biografia
El 1972 obre el seu estudi professional dedicat als serveis de disseny industrial i desenvolupament de producte. Ha treballat en el camp del mobiliari, la il·luminació, el packaging o l'electrònica aplicada. El seu equip està format per un grup de professionals de diferents disciplines que fan possible l'adaptació a projectes de diferent envergadura, li donen molta versatilitat i li permeten la recerca de nous materials i tècniques de fabricació per obtenir els millors resultats amb una optimització dels costos. Malgrat el caràcter eminentment funcional dels seus dissenys, va ser un dels impulsors de Disueño, una mostra que pretenia constatar l'existència de nous camps d'interpretació del disseny industrial.
En aquest sentit, la seva tasca com a promotor de la disciplina l'ha portat a ocupar diferents càrrecs. Així va ser vicepresident de l'ADI/FAD (1985-86), membre del consell de disseny de la Generalitat de Catalunya i del consell assessor de la Fundació BCD.
Compagina la seva tasca professional amb la docència a l'Escola Eina de Barcelona de la qual és membre del Consell Rector del departament de disseny de producte. Els seus dissenys han estat presents en exposicions tant nacionals com internacionals i guardonats amb nombrosos premis com els Delta de l'ADI/FAD, els Laus, l'ID Design Award in Furniture o el IF Product Design Award. El 1990 li va ser concedit el Premio Nacional de Diseño. Entre els seus dissenys més representatius podem mencionar el llum de taula Anade (1984), la cadira de braços Andrea (1986), la Chaise-longue Faventia (1992) o el terminal telefònic Spiker (2001).